# Aéroport du Herðubreiðarlindir
L'aéroport du Herðubreiðarlindir, en islandais Herðubreiðarlindir flugvöllur, est un petit aéroport sommaire du centre-est de l'Islande situé dans le Ódáðahraun, un désert de lave, juste à l'est du lieu-dit Herðubreiðarlindir, le long de la Jökulsá á Fjöllum.
Il est composé d'une piste non revêtue et sans signalisation horizontale ou lumineuse.